# Bisdom Gómez Palacio
Het bisdom Gómez Palacio (Latijn: Dioecesis Gomez Palaciensis) is een rooms-katholiek bisdom met als zetel Gómez Palacio, in Mexico. Het bisdom is suffragaan aan het aartsbisdom Durango. 

## Geschiedenis
Het bisdom werd opgericht op 25 november 2008, uit delen van het aartsbisdom Durango.

## Parochies
Het bisdom had in 2021 een oppervlakte van 27.405 km2 en telde 651.220 inwoners waarvan 80,0% rooms-katholiek was.

## Bisschoppen
- José Guadalupe Torres Campos (25 november 2008 - 20 december 2014)
- José Fortunato Álvarez Valdéz (30 december 2015 - 7 november 2018)
- Jorge Estrada Solórzano (11 mei 2019 - heden)

Durango (aartsbisdom) · El Salto (territoriale prelatuur) · Gómez Palacio · Mazatlán · Torreón